# Даби, Эжен
Эжен Даби (фр. Eugène Dabit, 21 сентября 1898 года — 21 августа 1936 года) — французский писатель.
Участник Первой мировой войны. Автор произведений преимущественно малых форм: очерки «Парижские предместья» (1933), сборник новелл о труде рыбаков («Остров», 1934), о трагической любви («Ход жизни», 1936). С 1932 член Ассоциации революционных писателей и художников Франции. В 1936 в составе французской делегации посетил Советский Союз, где и скончался. В 1939 году посмертно опубликован «Интимный дневник».

## Биография
Эжен Даби родился 21 сентября 1898 года в Мер-ле-Бене (Сомма) в квартире на улице Жюль-Барни, куда его родители приезжали каждое лето.
Он окончил муниципальную школу на улице Шампионне со свидетельством о начальном образовании, которое являлось его единственным дипломом.
В 1912 году он был учеником слесаря в компании Compagnons du Devoir, однако Первая мировая война прервала его учёбу.
В декабре 1916 года по своей инициативе он поступил в тяжёлую артиллерию.
В 1916 году его призвали на военную службу, затем принял участие в оккупации Рейнской области. После окончания войны он жил с войсками, оккупировавшими Рур в Германии. Демобилизовавшись в 1919 году, он вернулся в Париж, чтобы работать секретарем-чертёжником в Картографической службе армии.

## Смерть
21 августа 1936 года он умер в больнице в Севастополе (Крым СССР), не оставив потомства. Похоронен на кладбище Пер-Лашез.